# 高橋名人の冒険島
『高橋名人の冒険島』（たかはしめいじんのぼうけんじま）は、ハドソンが1986年9月12日に発売したファミリーコンピュータ用ゲームソフトで、高橋名人を主人公とした横スクロール型アクションゲーム。
全シリーズ作品についてもここで記述する。

## 高橋名人の冒険島（第1作）
本作はエスケイプ（後のウエストン ビット エンタテインメント（破産））が開発し、セガがアーケードゲームとして1986年に発売した『ワンダーボーイ』の移植版にあたり、キャラクターの差し替え、タイトルの変更などを行いファミコンとMSXで1986年9月12日に発売された。
松下進が手掛けたパッケージイラストにはキュラ大王がティナを掴んでいる姿や、高橋名人、ジグモ、コブラ、オクタ、バッサが描かれている。ヒロインのティナは水着姿のため、母親からいやらしいと思われるのではないかと当時ハドソンの社長であった工藤裕司が気を使ったため、一部がリボンで隠されている。
作曲は竹間淳が担当。
高橋名人の人気およびファミコンブームに乗り爆発的に売れ、日本国内での累計出荷本数は105万本に達した。同年10月からは本作の世界観をベースに『Bugってハニー』としてテレビアニメ化されている。
また、2作目以降の『ワンダーボーイ』シリーズがモンスターワールドシリーズとしてアーケード、セガハードで展開していくのに対し、『高橋名人の冒険島』シリーズは1作目『ワンダーボーイ』を踏襲したシステムでPCエンジンや任天堂ハードで独自にシリーズ展開された。一方で、『ワンダーボーイ モンスターランド』は『ビックリマンワールド』（登場キャラクターを『ビックリマン』に変更）、『モンスターワールドII ドラゴンの罠』は『アドベンチャーアイランド』としてPCエンジンに移植され、ハドソンより発売された。
1988年にはNES版「Hudson's Adventure Island」として北米と欧州で発売されこちらもシリーズ化された。前述の『アドベンチャーアイランド』も海外で発売されたが、そちらのタイトルは「Dragon's Curse」となっていた。

### 『ワンダーボーイ』からの変更点
本作における変更点を以下に列挙する。一部の詳細は後述。
- 主人公のほか、ハチ→カラス、ダッコちゃん→ブタ（プータ）、死神→なすび、マルイのカード→コントローラなど、キャラクターの差し替え。
- 耐久力2の青いタコ（ブルーオクト）の追加。
- BGMが一新され（ファミリーコンピュータ版）、海や洞窟面用の曲が加わった。
- 「隠しパネル」は「隠しタマゴ」に変更され、中身に岩を破壊できるマジカルファイヤーやバイタリティの上限が増えるレッドミルクなどが追加。ただし石オノによる出現が削除され、当該地点でのジャンプでしか出現しなくなったため、スケボーをつけている間は取れなくなった。
- 岩やタマゴに石オノを当てると、コブラが火を噴くようになった。
- 「ポテト」や「ハイビスカス」等の一部アイテム、ミルク取得時の1万点ボーナスの削除。
- 全体的にグラフィックパターンが減少。フルーツがランクアップしても得点の変化のみでグラフィックが変化しない。また、なすび（ワンダーボーイでの死神）のタマゴがまだら模様から白色無地になり、他と見分けがつかなくなった。
- 高得点のフルーツが並ぶボーナスステージが追加。
- 「ティナの落し物」が削除され、ボスを倒すだけでエリアがクリアできる。また、ボスの顔のパターンも異なる。
- ボス戦に入るとバイタリティや得点の表示が消えるようになった。これに伴い、ボス戦ではバイタリティが減らなくなった。
- 「ドール（人形、通称こけし）」は「ポット（壺）」に差し替えられ、バイタリティボーナス2倍の効果のみに変更、すべて取得しなくてもエリア8に行ける。
- 隠しアイテムと隠しコマンドによるコンティニューが追加。

### ストーリー (第1作)
高橋名人の恋人ティナが、キュラ大王にさらわれてしまった。高橋名人は恋人を救出するため広大なステージに立ち向かう。ステージは8つのエリアに分かれ、さらにエリアごとに4つのラウンドに分かれ、さらにラウンドごとに4つのゾーンに分かれる。ティナはステージの最後でロープで縛られて、助けを待っている。

### ルール
主人公の高橋名人が、敵キャラクターや障害物の焚き火・氷柱との接触、敵からの攻撃、穴や海に落ちるとミスになる。また、体力を表すバイタリティゲージが、一定時間が経過したり、岩につまづくと減っていき0になってもミスになる。ミスになった場合は残数が1つ減って、現在のラウンドの始めから（チェックポイントを通過した場合はそこから）再スタートになるが、残数が無くなってしまうとゲームオーバー。
コンティニューアイテムである「ハチ助」はエリア1-1のゴール手前の隠しタマゴが出現する場所で、これを取ると何度でもコンティニューが出来るようになる。まさにこのゲームを完全攻略するためにとって重要なアイテムである。コンティニューの方法はゲームオーバー画面で十字キーを上下左右いずれかを押しながらスタートボタンを押すと出来る。コンティニューするとそのラウンドの最初から再開できる。
バイタリティゲージは、ステージ中に出現するフルーツなどを取ることで回復する。なお、通常の上限値は13であり、特定のアイテムを入手することで延長できる。
スコアが50000点、100000点、200000点を超える毎に主人公が1UPする。
高橋名人は最初は何も攻撃手段を持っていないが、所定の場所に配置してあったり、道中に落ちているタマゴを割って中から出現したりする武器を取って、投げることにより攻撃出来るようになる。
タマゴを割るには、それに触るか、その時持っている武器を2回当てる必要がある。タマゴの中には武器の他にも様々なアイテムやキャラクターが入っている。また、最初から画面上に出現していない「隠しタマゴ」も存在する。武器が地面に落ちる前に消える場所が「隠しタマゴ」の場所であり、その場所でジャンプするとタマゴが出てくる。
ただし、稀に上記の状態でも「隠しタマゴ」が出現しない場所があり、そこで更に武器を投げ続けると、画面下から雲が上がってきて、それに乗ってフルーツ（種類に関係なく全て一律の500点）が多数あるボーナスステージに行くことが出来る。ここでは穴に落ちてもミスにはならず、通常ステージの次のゾーンの始めまでワープする。
ゲームの舞台は8つのエリアに分類され、各エリア1-1、1-2…という様に1エリアを4ラウンドに分けてあり、全部で（8エリア×4ラウンド）の32面に構成されており、『スーパーマリオブラザーズ』や『スーパーチャイニーズ』に類似している。しかし本作品はこれらの作品と違い、ワープゾーンなどによる早道や近道もないため、合計32面を完全に駆け抜けなければならない。各エリアの1 - 3ラウンドでは、ゴール地点までたどり着けばそのままクリアとなるが、4ラウンドでは、最後に待ち構えるボスキャラクター「キュラ大王」との対戦になる。
キュラ大王は8つの頭を持っているが、弱点はその内の通常に見えている頭。そこに、各エリアごとに決められた数（1エリアでは8発。以降エリアが進むに連れて2発ずつ増え、最終の8エリアでは22発）の武器を打ち込むと、その頭を捨てて次のエリアの最後へと逃げていく。キュラ大王はエリアごとに頭のグラフィックが変わるが、攻撃方法が変化するわけではなく、移動速度と炎を投げてくる頻度と耐久力が変化するだけである。8つ全ての頭を撃破すると、力を失ったキュラ大王は崖の下へ落ちていき、恋人ティナを救出することができる。

### アイテム (第1作)
アイテムは以下の3タイプに分けられる。効果の持続するアイテムは、ミスすると武器も含めすべて失う。説明書ではタマゴから出現するアイテムを「必勝グッズ」と称している。

#### あらかじめマップに配置されているアイテム
フルーツ
得点アイテム。更にバイタリティが1目盛回復する。リンゴ（50点）、バナナ（50点）、ニンジン（100点）、トマト（100点）、メロン（200点）の5種類ある。出現後一定時間が経過すると、点滅して消えてしまう。
石オノ
基本的な攻撃アイテム。投げると放物線状に飛んでいき、地面に落ちると消える。2連射可能。岩に当たるとはじかれてしまう。
ポット
各ラウンドに必ず1つずつある得点アイテム（1000点）。特定の敵や障害物に体当たりしたり、特定の敵を特定の地点まで誘導すると出現する『隠れポット』もある。但し、ラウンド内で1度取ったあとは、ミスをしてその場所に戻っても出現しない。
コントローラ
コヨーテを自機より右側で倒すと出現する得点アイテム（1000点）。

#### 固定タマゴより出現するアイテム
固定タマゴの中身は場所によって決まっており、武器を持っていないとき石オノに変化するものと、所定の中身のまま変わらないものがある。ただし各エリアの4ラウンドには蹴飛ばして割った場所により中身が変化する特殊なタマゴが存在する。
石オノ
先述のものと同じ効果。
スケボー
取るとプレイヤーの移動速度がアップするが、停止、バックが出来なくなり、事実上の強制スクロールとなる。その状態で敵や障害物に当たると、ミスにはならずに相討ちとなり、スケボーは消える。
ミルク
バイタリティゲージがその時のMax値まで回復する。
フラー
黄色い花。取ると以後、そのラウンド内でフルーツを取ったときに入る点数が2倍になる。
妖精ハニー
後方からついて来ることで無敵状態になり、敵や障害物に体当たりするだけで倒すことができる。一定時間経過すると去っていく。
悪魔ナスビ
後方からついて来ることで高橋名人のバイタリティが凄まじいスピードで減っていく。高橋名人自身がナスが嫌いであることに由来する。バイタリティゲージが2になると去っていく。逆を言えば、出現中にフルーツ等でバイタリティを回復しても、ゲージが2になるまで離れない。ナスビの入っている卵は他と同様固定で決まっているが、見た目では他の卵と見分けがつかないので、覚えるしかない。ゲーム後半ステージの明らかに取りやすい場所に卵が置いてある場合が多い。

#### 隠しタマゴより出現するアイテム
隠しタマゴの中身は場所によって決まっておらず、ノーミスで取り続けることで変化していく（鍵とハチ助を除く）。
マジカルファイヤー
石オノの強化版にあたる、強力な攻撃アイテム。投げる武器が炎に変わり、岩を破壊できるようになる。射程も石オノより長い。
レッドミルク
プレイヤーのバイタリティゲージのMax値が16になり、さらに全回復する。
ジュエル
赤い宝石のついた指輪の得点アイテム（2000点）。
としゆきくん
ノーミスでジュエルを取り続けると、4つ目のジュエルの卵の中身が高橋名人の人形に変化して、取ると主人公が1UPする。
鍵
取ったあと、所定の落下するはずのリフトに乗ると、リフトが逆に上昇してボーナスステージに行くことが出来る。ステージの内容は先述したものと同等。
ハチ助
取ると、以後ゲームオーバーになった時、十字キーのいずれか1方向を押した状態でスタートボタンを押すと、ゲームオーバーになったラウンドの始めからコンティニューができるようになる。

### ボーナス
ラウンドボーナス
ラウンドクリア時に残っているバイタリティゲージが点数に換算されて20〜2540点。
ポットボーナス
ラウンド内のポットを取ってクリアすれば、ラウンドボーナスと同じ点数を更に獲得。
スケボーボーナス
スケボーに乗ったままキュラ大王の手前まで来ると、自動的にスケボーが壊れて1000点。
ナスビボーナス
悪魔ナスビを連れたままでラウンドのゴールまで来ると、ナスビが消えて5000点。
ハニーボーナス
妖精ハニーを連れたままでラウンドのゴールまで来ると、ハニーがとしゆきくんに変身して1UP。

### 敵キャラクター
スネイル（10点）
カタツムリ。前進してくるが速度は遅い。
ものみカラス（100点）
カラス。波を描くように飛んでくる。動きの小さなものと大きなものがいる。
コブラ（100点）
毒蛇。移動はしないが、オット岩やタマゴに石オノを当てると、その数だけ前方へ炎を吐いてくる。
ケロ（200点）
カエル。緑は動かないが、茶色は近づくと跳ねる。通り過ぎると後ろから跳ねて近づいてくる逆向きのタイプもいる。
プータ（100点）
ブタ。回りながら前進してくる。動きの速いものと遅いものがいる。
レッドオクト（100点）、ブルーオクト（200点）
海から飛び出してくるタコ。レッドオクトは攻撃を1回、ブルーオクトは2回当てれば倒せる。
ウオーラ（100点）
カジキのような細長い魚。海から飛び出すようにして連続ジャンプで迫ってくる。
バッサ（50点）
コウモリ。天井で待ち構えていて、近づくと急降下して体当たりしてくる。
スケルトン（10点）
炎を纏ったドクロ。移動はしない。触れると火だるまになってやられる。
アイス（20点）
氷の天井にぶら下がっているつらら。近づくと落下してくる。触れると氷づけ（グラフィック上は火だるまの色違い）になってやられる。
ジグモ（50点）
蜘蛛。動かないタイプと上下に移動するタイプがいる。
コヨーテ（500点）
コヨーテの皮を被った獣人のような敵。赤い花「カムカム」のある場所を通り過ぎると後ろから高速で突進してくる。ジャンプするタイプもいる。自機よりも右側で倒すと得点アイテムが出現する。
ファイア
焚き火。触れると火だるまになってやられる。移動はしないが石オノやマジカルファイヤーで倒すことができない。敵というよりは障害物の一種。無敵で潰せる。
オット岩
地面に設置されている岩。接触するとつまづいて、バイタリティが2減る。これも障害物の一種。石オノでは潰せないがマジカルファイヤーや無敵では潰せる。
ゴロック
名前通りゴロゴロ転がってくる大岩。速いものと遅いものがいる。
キュラ大王（5000点）
各エリアのボス及び最終ボス。前後に移動しながら炎の玉を投げつけてくる。

### 難易度
石オノ・マジカルファイヤーを持っているか否かで難易度が大きく変わる。これは本作の敵キャラクターが主に進路を阻むように配置されており、避けて進む事が難しいからである。後半になるほど配置の密度が上がり、避けるのがより難しくなる。武器を失うとすぐには入手できないため、なるべくミスをしないように進めるのが肝要である。またワープ等の要素も無いため、すべてのステージをプレイする必要がある。
特にエリア8・ラウンド3の終盤に登場する連続落下リフト&コウモリのバッサは通称「3匹のコウモリ」と称され、ゲーム中で最高クラスの難易度を誇る。
『ゲームセンターCX』で取り上げられた際には、収録前に行われるテストプレイで初めてクリアできなかったゲームであることが番組冒頭で発表され、有野課長は14時間プレイした末に7-1でギブアップした。番組中では番組ADのプレイによるエンディング画面が公開されたが、7-1までは5時間で到達したものの、7-1で3時間、7-4で5時間、上記の8-3で9時間を費やすなどして、28時間プレイしクリアを果たした。

## 高橋名人の冒険島II
1987年の『高橋名人のBUGってハニー』（ファミコン）を経て5年ぶりに発売された続編で、1991年4月26日にハドソンより発売された。再びさらわれたティナを助け出すために、高橋名人が8つの島の様々な難関を乗り越えていくファミコン用アクションゲームである。名人を助けてくれるキャラクターとして恐竜が新たに登場し、ボスキャラクターもその島の特色を生かしたものが登場する、新規要素を追加しつつ前作を踏襲した作品である。
だが発売された時期がスーパーファミコンがリリースされた翌年と、既に世間の関心がファミコンから離れつつあった時期でもあり、市場に流通した量は多くない。1992年3月6日にはゲームバランスを再調整したゲームボーイ版が発売された。ゲームボーイ版の方がファミコン版よりも多くのユーザーにプレイされたと推測されている。

### 前作からの主な変更点 (冒険島II)
基本的なゲームルールは前作と同じであるが、「アイテムストック」という新しい要素が追加されている。ラウンド開始前にアイテムストックからオノや恐竜をストックしたり、持って（連れて）行ったりする事によって、ラウンドを有利な状態で開始する事が出来るようになった（ただし恐竜を連れ出すと初期スタミナが減る）。そのおかげで難易度は下がっているが、前作のようにラウンド中の区切りはなく、途中でミスをすればまたラウンドの最初からやり直しとなる。
「隠しタマゴ」のある位置を武器で攻撃すると、効果音が出るようになった。また水中ステージや、画面上方に向かって進むラウンドが追加された。
ステージを1つクリアすると、ぐるぐる回るタマゴの中から1つ選ぶボーナスゲーム。ボーナス点や1UPが手に入る。
ステージ最後に待ち構えるボスキャラクターは、ボスと対戦中にミスしてしまうと、マップ上の別のステージに逃げてしまう。ボスキャラクターを倒すことが出来ないと、その分余計なステージをクリアしなければならなくなる。

### ストーリー (冒険島II)
キュラ大王と死闘を演じ、ティナを救い出した高橋名人。アドベンチャーアイランドは元の平和な国に戻り、名人とティナの2人は大自然の仲間たちと共にのんびりと暮らしていた。
そんなある日、悪の侵略者「ベルゼバフ」がアドベンチャーアイランドに目をつけ、侵略を開始した。瞬く間に8つの島はベルゼバフの手下により占領され、ティナまでがベルゼバフに連れ去られてしまう。名人と仲間たちはティナを救い、アイランドの平和を取り戻すため新たな戦いに出発した。

### アイテム (冒険島II)
フルーツ
バイタリティーが2目盛り回復し、ボーナス点も入る。ブドウ、オレンジ、バナナ、パイン、スイカ、ピーマン、カボチャなど、種類が多数追加された。
石オノ
投げると真っ直ぐに飛んでいき、一定距離で地面に落ちる。2連射可能。
スケボー
乗るとスピードアップするが停止や後進が出来なくなる。敵や障害物にぶつかるとなくなる。乗ったままゴールするとボーナス2000点。
フラワー
ボーナス得点がもらえる。
肉
バイタリティーが完全回復。
ミルク
バイタリティーが完全回復。
スペード
取ると赤チラノに乗れる。赤チラノは攻撃ボタンで岩も壊せる火炎を出す。溶岩や毒の沼に浸かってもミスにならない（他の恐竜は浸かると消滅してしまう）
ハート
取ると青チラノに乗れる。青チラノは攻撃ボタンでしっぽから岩も壊せる雷撃を出す。氷の上でも滑らない。
ダイヤ
取るとノッシーに乗れる。ノッシーには武器がないが、水中で非常に素早く動けるようになる（ノッシー以外の恐竜は水に入ると消滅してしまう）、また水中の泡を無視できる。陸上での動きが遅い。
クローバー
取るとプテラに乗れる。攻撃ボタンで石を投下し、ジャンプボタン押しっぱなしで上空に浮かぶことが出来る。
ハニー
約10秒間無敵になる。また移動速度もアップする。
なすび
バイタリティーがどんどん減ってしまうマイナスアイテム。だが今回は約6秒間で離れてくれるので前作ほど凶悪ではない。
コントローラ
コヨーテを自機より右側で倒すと出現する得点アイテム（1000点）。
1UP
高橋名人の人形。残数が1増える。隠し部屋で貰えることがある。特定の岩を破壊すると入手出来る場合もある。
カギ
隠しタマゴより出現。ボーナスステージや、貴重なアイテムが貰える隠し部屋にいける。
ハチ助
一度取るとアイテムを残したままでコンティニューができるようになる。タイトル画面で十字キーのいずれか1方向+Aボタンを押すと、アイテム保持数がそのままでゲームオーバーになった島の最初からゲームを再開できる。

### ボスキャラクター
フェルン
しだの森島のボス。
ヤドカリン
恐竜湖島のボス。
スコーピオン
砂漠島のボス。
オクトパス
氷河期島のボス。
ビッグバッサ
洞窟島のボス。
始祖鳥
ふんわか雲島のボス。
アーウィッグ
火山島のボス。
ワーム
大恐竜島のボス。
ベルゼバフ
最終ボス。ワームを倒すと現れる。

## 高橋名人の冒険島III
1992年7月31日にハドソンより発売されたファミコン版シリーズ第3弾。今回はUFOにさらわれたティナを助け出すため、三度高橋名人が旅に出る。

### 前作からの主な変更点 (冒険島III)
名人のアクションに「伏せる」、武器にブーメラン、恐竜にトリケがそれぞれ新たに追加されている。またフルーツを100個取ると名人の残数が1UPするようになった。
洞窟の壁を破壊するなどボーナスステージへの入り口が隠し卵のみではなくなった。ボーナスステージもアイテム部屋や水上をサーフィンで進むなど、バリエーションが増えている。隠し卵の数も前作より増加している。グレートノッシーの隠し部屋は、3つのうち好きな卵を選ぶという選択制に変更された。ステージクリア後のエッグチョイスは廃止となっている。
前作ではボス戦で恐竜から降りて戦っていたが、本作では恐竜に乗ったまま戦うようになった。通常ステージで恐竜に乗っている時のバイタリティーの減り方もやや早くなっている。

### ストーリー (冒険島III)
高橋名人の活躍でキュラ大王を倒し、ベルゼバフの侵略を防ぐことができたアドベンチャーアイランド。再び平和な日々が訪れ名人とティナ、そして仲間たちは幸せな毎日を送っていた。
ある日アイランドの上空に一機のUFOが現れティナを連れ去ってしまった。地球征服を狙う宇宙人が平和なアドベンチャーアイランドに目をつけ攻撃を開始したのである。宇宙人はアイランドの仲間たちに超科学光線を浴びせ、彼らを自由に操れるようにしてしまった。名人はタマゴの中に居たため無事だった恐竜たちと共に冒険の旅に出た。

### アイテム (冒険島III)
フルーツ
バイタリティーが2目盛り回復し、ボーナス点も入る。100個取ると名人の残数が1UP。前作よりさらに種類が追加された。
石オノ
投げると真っ直ぐに飛んでいき、一定距離で地面に落ちる。2連射可能。
ブーメラン
真っ直ぐに飛んでいき、一定距離まで行くと手元に戻ってくる。上にも投げられる。つまづき岩や落石を破壊できるなど石オノより威力はあるが、連射は不可。
スケボー
乗るとスピードアップするが停止や後進が出来なくなる。敵や障害物にぶつかるとなくなる。乗ったままゴールするとボーナス2000点。
フラワー
ボーナス得点がもらえる。
肉
バイタリティーが完全回復。
ミルク
バイタリティーが完全回復。
スペード
取ると赤チラノに乗れる。赤チラノは攻撃ボタンで岩も壊せる火炎を出す。溶岩や毒の沼に浸かってもミスにならない（他の恐竜は浸かると消滅してしまう）
ハート
取ると青チラノに乗れる。青チラノは攻撃ボタンでしっぽから岩も壊せる雷撃を出す。氷の上でも滑らない。
ダイヤ
取るとノッシーに乗れる。ノッシーには武器がないが、水中で非常に素早く動けるようになる（ノッシー以外の恐竜は水に入ると消滅してしまう）
クローバー
取るとプテラに乗れる。攻撃ボタンで石を投下し、ジャンプボタン押しっぱなしで上空に浮かぶことが出来る。
スター
取るとトリケに乗れる。攻撃ボタンで岩も壊せる回転攻撃を繰り出す。流砂でも沈まない。
ハニー
約10秒間、無敵になる。本作では移動速度はアップしない。
時計
約10秒間、時間が止まる。その間は敵や焚火に触れてもミスにはならない。
なすび
約6秒間バイタリティーがどんどん減ってしまうマイナスアイテム。
1UP
高橋名人人形。残数が1増える。隠し部屋で貰えることがある。特定の岩を破壊すると入手出来る場合もある。どこかに3UPも隠されている。
カギ
隠しタマゴより出現。ボーナスステージや、貴重なアイテムが貰える隠し部屋にいける。
ブルージュエル
1ダメージだけ防ぐことができる（落とし穴や溶岩などへの落下は不可）。ボーナスステージでパーフェクトを出すか、アイテム部屋に行くと手に入る。

## 高橋名人の冒険島IV
1994年6月24日にハドソンより発売された作品で、任天堂公認ソフトとしてはファミコン最後の作品。
当時はゲームボーイ、スーパーファミコンを筆頭とする第4世代ゲームハードの円熟期に当たり、さらにセガサターンやPlayStationなどの第5世代ゲームハードの参入情報が盛んに紹介されており、ファミコンソフト開発に携わる会社が皆無の中、ハドソンは「今新作を出せば、数万本は売れるかもしれない」と開発を決定。開発期間が短そうで、著作権なども面倒ではないことから「高橋名人の冒険島」が選ばれた。
アクションゲーム初心者向けの難易度となっており、ゲームとしての完成度そのものも決して低くはなかったが、ゲームハードの世代交代などの要因から商業的失敗作となった。
市販品としては流通量が少なく、ハドソンのファミコンソフトの中では最も販売本数が少ない。

### ストーリー (冒険島IV)
高橋名人と恋人のティナは、平和な島『アドベンチャーアイランド』で仲間の恐竜たちと楽しい毎日を過ごしていた。そんなある日、空に突如としてあやしい影が現れ、仲間の恐竜達を次々とさらってしまった。島の動物たちはあやしい影に洗脳され、島の地形を完全に変えられてしまった。高橋名人はさらわれた恐竜達を救出し、島の平和を取り戻すべく冒険に出る。

### 前作からの主な変更点 (冒険島IV)
前3作品と比べるとアクションロールプレイングゲームの色合いが強くなり、ステージクリア制からエリアクリア制への変更となった。また、この変更に際して行動中の体力減少や敵などへの接触によるアイテムの損失などが廃止（恐竜はこの限りではない）された他、様々なサポートアイテムやパスワード制の導入によってアクションゲームが苦手なプレイヤーへの間口を広げる救済措置が取られた。

### 主要キャラクター
高橋名人
シリーズの主人公。『アドベンチャーアイランド』でティナや仲間の恐竜達と楽しく暮らしていたが、突如として現れた怪しい影にさらわれた仲間達を助け出すために立ち上がる。
ティナ
シリーズのヒロイン。高橋名人の恋人で、家を留守にする際に見送りに出て手を振るなど優しい心を持つ女性。
ナスビ魔王
恐竜達を連れ去り、5人の配下を率いて『アドベンチャーアイランド』の平和を乱した張本人。
岩石魔人
北東の岩窟エリアを守るボス。
溶岩魔人
西の火山エリアを守るボス。
氷河魔人
南の氷河エリアを守るボス。
宝石魔人
南東の水晶エリアを守るボス。
幽霊魔人
北西の墳墓エリアを守るボス。

### ウェポン&アイテム
骨
敵に投げつけて攻撃し、水中でも使える標準武器。2つまで連射可能。
ハンマー
つまづき岩や道を塞ぐ岩盤を壊す。
たいまつ
燭台に火を灯して暗い場所を明るくし、雪だるまを溶かす特殊効果を持つ。赤チラノや青チラノの攻撃もこの効果を持つ。
水鉄砲
焚き火や燃える足場を消火する他、しなびた葉っぱをジャンプ台に戻す特殊効果を持つ。 だがダメージは最小値（溶岩魔人に対しても増やさない）。
スノーボード
氷や雪の上を滑らないで素早く移動でき、敵を踏みつけて攻撃する。
石槍
上方攻撃ができる他、丸太に突き刺せる特殊効果を持つ。
傘
落下中の使用でパラシュートのようにゆっくりと降下でき、着水すると船としての移動手段にもなる。
ダイヤハンマー
つまづき岩や道をふさぐダイヤロックを壊す。威力はハンマーより大きい。
サーフボード
水面を素早く移動でき、敵を踏みつけて攻撃する。
ブーメラン
上方攻撃ができ、貫通性能があるので一度に複数の敵を倒すことができる。
スケートボード
平地を素早く移動でき、敵を踏みつけて攻撃する。
石オノ
敵に投げつけて攻撃する、本作品最高威力の武器。連射性能、軌道は骨と同じ。

### スペシャルアイテム
ハート
ライフが1つ回復する。
くすり
ライフが完全に回復する。
かえるのお札
高橋名人の家の前（スタート地点）へワープする。
プテラのタマゴ
最後にタマゴを置いた台座までワープできる。
コンパス
3Dカットマップを見ることができる。
ハニー
ライフが0になった時、自動的にライフを完全に回復して復活できる。

### その他アイテム
ドレミフルーツ
1つ取るごとに『ド、レ、ミ…』と音が鳴り、8つ取るとライフが1つ回復する。ミニゲームに入るとフルーツを自動に消費し、プレーヤー側が有利になる。
ミニハート
ライフが1つ回復する。
お肉
ライフが完全に回復する。
スター
約10秒間、無敵状態になる。
爆弾
約5秒後に爆発し、画面上の敵を全滅させる。
ハートの器
ライフの上限が+1される。
ハートのかけら
2つ集めると『ハートの器』になり、ライフの上限が+1される。
大タマゴ
お肉やハートの器などが入っている。

### 恐竜
仲間の恐竜は各エリアのボスに捕らえられており、ボス撃破直後に次に進むエリアにおける重要アイテムを渡してくれる。彼らを冒険に連れて行くには、救出後に居住地『チラノハウス』へ足を運び、そのうちの1匹を選択しなければならない。
赤チラノ
スペードの部屋にいる。溶岩に浸かってもダメージを受けない。攻撃方法は口からの火炎で、つまづき岩を壊せる。
青チラノ
ハートの部屋にいる。雪や氷の上でも滑らない。攻撃方法はしっぽからの雷撃で、つまづき岩を壊せる。
プテラ
クローバーの部屋にいる。飛行移動ができる。攻撃方法は下方への落石。
ノッシー
ダイヤの部屋にいる。水中を素早く移動できる。特殊の攻撃方法を持たないが、高橋名人自らの骨投げ・ブーメラン・石オノの威力を上げる。
トリケ
スターの部屋にいる。ジャンプ力が非常に高い。攻撃方法は体を丸めての体当たりで、つまづき岩を壊せる。砂地獄に沈まない。

## シリーズ作品
- 高橋名人の冒険島 (Adventure Island/Adventure Island Classic)（1986年9月12日発売。ファミコン、MSX用ソフト）
  - 2008年1月15日より、ファミコン版がWiiのバーチャルコンソールにて配信。
  - 2009年6月2日より、iアプリ版の「高橋名人の冒険島 復刻版」が配信。
    - ファミコン版の難易度やグラフィックを再現した「クラシックモード」のほか、難易度を若干抑えてグラフィックを一新した「アレンジモード」も遊べる。

  - 2014年9月24日より、ファミコン版がWii Uのバーチャルコンソールにて配信。
- 高橋名人のBUGってハニー（1987年6月5日発売。ファミコン用ソフト） - アニメ『Bugってハニー』のゲーム版。
- 高橋名人の冒険島II (Adventure Island II)（1991年4月26日ファミコン用ソフト）
  - 2010年12月28日よりWiiのバーチャルコンソールにて配信。
  - 2013年4月24日よりニンテンドー3DSのバーチャルコンソールにて配信。
- 高橋名人の大冒険島 (Super Adventure Island)（1992年1月11日発売。スーパーファミコン用ソフト）
  - ハドソンのスーパーファミコン参入第1弾ソフト。古代祐三が音楽を担当。また、CMにはダウンタウンが出演した。2011年6月からWiiのVCで配信された
- 高橋名人の冒険島II (Adventure Island)（ゲームボーイ版）（1992年3月6日ゲームボーイ用ソフト）
  - 2011年7月13日よりニンテンドー3DSのバーチャルコンソールにて配信。
- 高橋名人の新冒険島 (New Adventure Island)（1992年6月26日発売。PCエンジン用ソフト）
  - 2006年12月2日よりWiiのバーチャルコンソールにて配信。同年、i-revoでも配信開始。
  - 2009年7月15日よりゲームアーカイブス（PS3・PSP）にて配信。
  - 2013年6月3日よりひかりTVゲームにて配信。
  - 2013年6月20日よりG-clusterにて配信。
  - 2014年1月29日よりWii Uのバーチャルコンソールにて配信。
- 高橋名人の冒険島III (Adventure Island III)（1992年7月31日発売。ファミコン用ソフト）
- 高橋名人の冒険島III (Adventure Island II: Aliens In Paradise)（ゲームボーイ版）（1993年2月26日発売。ゲームボーイ用ソフト）
  - ファミコン版にはないパスワードが導入された。
  - 2000年6月1日にニンテンドウパワーでも発売された。
- 高橋名人の冒険島IV（1994年6月24日発売。ファミコン用ソフト）
- 高橋名人の大冒険島II (Super Adventure Island II)（1995年1月3日発売。スーパーファミコン用ソフト）
  - 2011年8月23日よりWiiのバーチャルコンソールにて配信
- 高橋名人の冒険島（携帯アプリ版）（iアプリ - 2002年6月24日、EZアプリ - 2004年2月5日、Vアプリ - 2004年4月28日）
  - はじめて名人以外のキャラクターが使用可能に。ティナは名人より足が速い。
- ハドソンセレクションVol.4 高橋名人の冒険島（2003年12月18日発売。ニンテンドー ゲームキューブ、PlayStation 2用ソフト）
  - キャラクターグラフィックを3D化したリメイク版。2004年11月18日にはPlayStation 2版のみ廉価版が発売された。
- ファミコンミニ17. 高橋名人の冒険島（2004年5月21日発売。ゲームボーイアドバンス用ソフト）
  - ファミコン版の第1作目の移植版。ハチ助を取るとファミコンミニのメニュー画面でセーブができるようになり、電源を切っても途中面からの再開ができるようになった。
- 新高橋名人の冒険島（FOMA900i用 - 2004年8月2日、Vアプリ - 2004年11月30日）
  - 『ワンダーボーイ モンスターランド』をベースにした差し替え作品『ビックリマンワールド』をさらにベースにして高橋名人に置き換えた作品となっている。
- ハドソンベストコレクション Vol.6 冒険島コレクション（2006年1月19日発売。ゲームボーイアドバンス用ソフト）
  - 「高橋名人の冒険島I〜IV」を収録。ファミコンミニ版とは違いセーブはできない。
- ガチャはし名人の冒険島（iモード - 2007年12月10日）
  - ガチャピンとのコラボゲーム。『高橋名人の冒険島』の世界観を踏襲しつつ、キャラクターやストーリーが一新され、プレイヤーは“ガチャはし名人”を操作して、さらわれた“ムック”を助けにいく。クリアすると、新たに「ムックモード」が出現する。
- Super高橋名人の冒険島（iモード - 2008年1月21日）
  - 新たなアクションや謎解きが加わった完全新作アプリ。
- パチンコ 高橋名人の冒険島（Yahoo!ケータイ - 2008年6月2日）
  - パチンコゲーム。機体として稼働したことはなく、携帯電話向けのアプリ。
- 高橋名人の冒険島Wii (Adventure Island: The Beginning)（Wiiウェア）（2009年4月7日配信）
- 高橋名人の冒険島クエスト（iモード - 2010年8月18日）
  - 新たなステージが毎月更新されるクエスト配信型のゲームシステム。